# Rungano Nyoni
Pour les articles homonymes, voir Nyoni.
Rungano Nyoni, née le 17 mars 1982 à Lusaka (Zambie), est une réalisatrice, scénariste et actrice zambienne.

## Biographie
Née en Zambie, elle émigre au pays de Galles à l'âge de neuf ans. Diplômée de l'University of Arts de Londres, elle réalise plusieurs courts métrages (The List, Mwansa the Great, Listen), qui lui valent récompenses et bon accueil critique. Listen (Kuuntele) reçoit le prix du meilleur court métrage au Festival du film de Tribeca en 2015 et est nommé aux Oscars.
Son premier long métrage de fiction, I Am Not A Witch,, est sélectionné à la Quinzaine des réalisateurs du Festival de Cannes 2017. Ce film lui vaut de recevoir le prix du meilleur réalisateur et du meilleur réalisateur d'un premier film aux British Independent Film Awards 2017.

## Filmographie

### Actrice

#### Cinéma
- 2010 : Iron Doors
- 2011 : Secrecy : Lucy

#### Télévision
Séries télévisées
- 2007 : The Sarah Jane Adventures : Secrétaire

### Réalisatrice

#### Cinéma
- 2014 : Nordic Factory
- 2017 : I Am Not a Witch
- 2024 : On Becoming a Guinea Fowl

#### Courts-métrages
- 2009 : 20 Questions
- 2011 : Mwansa le Grand
- 2014 : Kuuntele

### Productrice

#### Courts-métrages
- 2009 :  The List
- 2011 : Mwansa le Grand

### Scénariste

#### Cinéma
- 2017 : I Am Not a Witch

#### Courts-métrages
- 2011 : Mwansa le Grand
- 2012 : The Mass of Men
- 2013 : Z1
- 2014 : Kuuntele

### Éditrice

#### Courts-métrages
- 2009 :  The List
- 2011 : Mwansa the Great

## Distinctions

### Recompenses
- British Academy Film Awards : début exceptionnel par un scénariste, directeur ou producteur anglais exceptionnel pour I Am Not a Witch [7]
- Adelaide Film Festival : prix international du long métrage et prix international Foxtel Movies pour I Am Not a Witch
- Festival international du film d’Afrique : meilleur long métrage pour I Am Not a Witch
- Festival du film de Mumbai : meilleur long métrage pour I Am Not a Witch
- British Independent Film Awards : meilleur directeur et prix Douglas Hickox pour I Am Not a Witch
- Festival du film de Stockholm : meilleur début directorial
- Evening Standard British Film Awards : révélation de l'année
- Festival de Cannes 2024 : Meilleure réalisation, section Un certain regard pour On Becoming a Guinea Fowl

### Sélections
- AFI Fest : Prix de l'audience pour I Am Not a Witch
- British Independent Film Awards : meilleur script pour I Am Not a Witch et meilleur début scénaristique
- CPH PIX : Grand PIX du nouveau talent
- Independent Spirit Awards : meilleur film international pour I Am Not a Witch
- London Critics' Circle Film Awards : révélation d'un réalisateur britannique ou irlandais de l'année
- Festival du Film de Londres : Premier Concours de longs métrages pour I Am Not a Witch
- Festival du Film de Münich : meilleur long métrage par "réalisateur émergent" pour I Am Not a Witch
- Festival international du film fantastique de Neuchâtel 2017 : meilleur long métrage fantastique européen pour I Am Not a Witch
- Festival du Film de Stockholm : Cheval de Bronze : meilleur film pour I Am Not a Witch

## Anecdotes

### Citations
- "That’s a choice I feel like I, as a woman, make all the time, shall I become a goat? Or shall I become a woman and live with all the injustices and difficulties that come with it?” [8]

Traduction : "C'est un choix que l'impression, en tant que femme, de faire tout le temps : devrais-je devenir une chèvre ? Ou devrais-je devenir une femme et, par conséquent, vivre avec toutes les injustices et les difficultés qui viennent avec ?"

### Faits divers
- En cherchant la parfaite actrice pour son film I Am Not a Witch, Rungano et son équipe cherchèrent longuement pour une petite fille que son mari, qui s'avérait être son responsable des repérages pour ce film, avait pris en photo. Ils trouvèrent ainsi Maggie Mulubwa qui accepta de jouer dans le film et voyagea pendant douze heures en bus pour rejoindre l'emplacement du tournage. Pour la remercier, Rungano montant une page GoFundMe[9] pour payer son éducation et BFI et Film4 se sont déjà engagés à participer[8].